# バルバラ・アレル
バルバラ・アレル（Barbara Harel　1977年5月5日- ）はフランスのロワール＝アトランティック県出身の柔道家。階級は57kg級。身長160cm。得意技は内股、小内刈、巴投。

## 人物
2000年のヨーロッパ選手権57kg級で優勝するも、シドニーオリンピックでは3回戦でキューバのドリュリス・ゴンサレスに掬投で敗れるなどして7位だった。2001年にはヨーロッパ選手権と福岡国際で3位になった。2003年の世界選手権では5位だった。2004年のアテネオリンピックでは2回戦でキューバのユリスレイディス・ルペティに一本背負投で敗れると、その後の3位決定戦でもオランダのデボラ・フラベンステインに袖釣込腰で敗れて5位にとどまった。2006年にはヨーロッパ選手権で2度目の優勝を飾ると、地元のパリで開催されたワールドカップ国別団体戦でも優勝した。2008年のヨーロッパ選手権で3位になると、北京オリンピックでは2回戦で52kg級を含めて世界選手権を4連覇していた北朝鮮のケー・スンヒを技ありで破る健闘を見せた。しかし3回戦でイタリアのジュリア・クインタバレに指導2で敗れると、その後の3位決定戦でも地元中国の許岩に大外返で敗れて5位だった。結局、オリンピックには3度出場しながら7位、5位、5位とあと一歩のところでメダルを獲得できずに終わった。

## 主な戦績
- 1997年 - ロシア国際　3位　56kg級
- 2000年 - ドイツ国際　3位
- 2000年 - オーストリア国際　2位
- 2000年 - ヨーロッパ選手権　優勝
- 2000年 - シドニーオリンピック　7位
- 2001年 - ヨーロッパ選手権　3位
- 2001年 - 福岡国際　3位
- 2002年 - ヨーロッパ選手権　5位
- 2003年 - ヨーロッパ選手権　5位
- 2003年 - 世界選手権　5位
- 2004年 - ロシア国際　優勝
- 2004年 - フランス国際　3位
- 2004年 - アテネオリンピック　5位
- 2005年 - フランス語圏競技大会　優勝
- 2006年 - フランス国際　2位
- 2006年 - ドイツ国際　2位
- 2006年 - ロシア国際　優勝
- 2006年 - ヨーロッパ選手権　優勝
- 2006年 - ワールドカップ国別団体戦　優勝
- 2008年 - ハンガリー国際　優勝
- 2008年 - ドイツ国際　優勝
- 2008年 - ヨーロッパ選手権　3位
- 2008年 - 北京オリンピック　5位
- 2009年 - グランドスラム・パリ　3位
- 2009年 - 地中海競技大会　2位
- 2009年 - ワールドカップ・ミンスク　優勝
- 2009年 - グランプリ・アブダビ　優勝

(出典、JudoInside.com)。